# Cefalònia
Cefalònia (grec: Κεφαλονιά, Kefalonià; en català medieval Xifalònia) o Cefal·lènia (grec: Κεφαλληνία) és una illa de la mar Jònica. Està situada davant el Golf de Patres, i és la més gran de les Illes Jòniques, amb una superfície de 904 km² i uns 35.000 habitants. Conforma una unitat perifèrica pròpia, la unitat perifèrica de Cefalònia, que consta de tres municipis.
És una illa molt muntanyosa, que culmina a més de 1.600 m amb el Mont Enos (grec: Αίνος). La capital és Argostoli, amb uns 10.000 habitants; altres poblacions importants són Lixuri, amb uns 4.000, i Sami, amb uns 5.000.

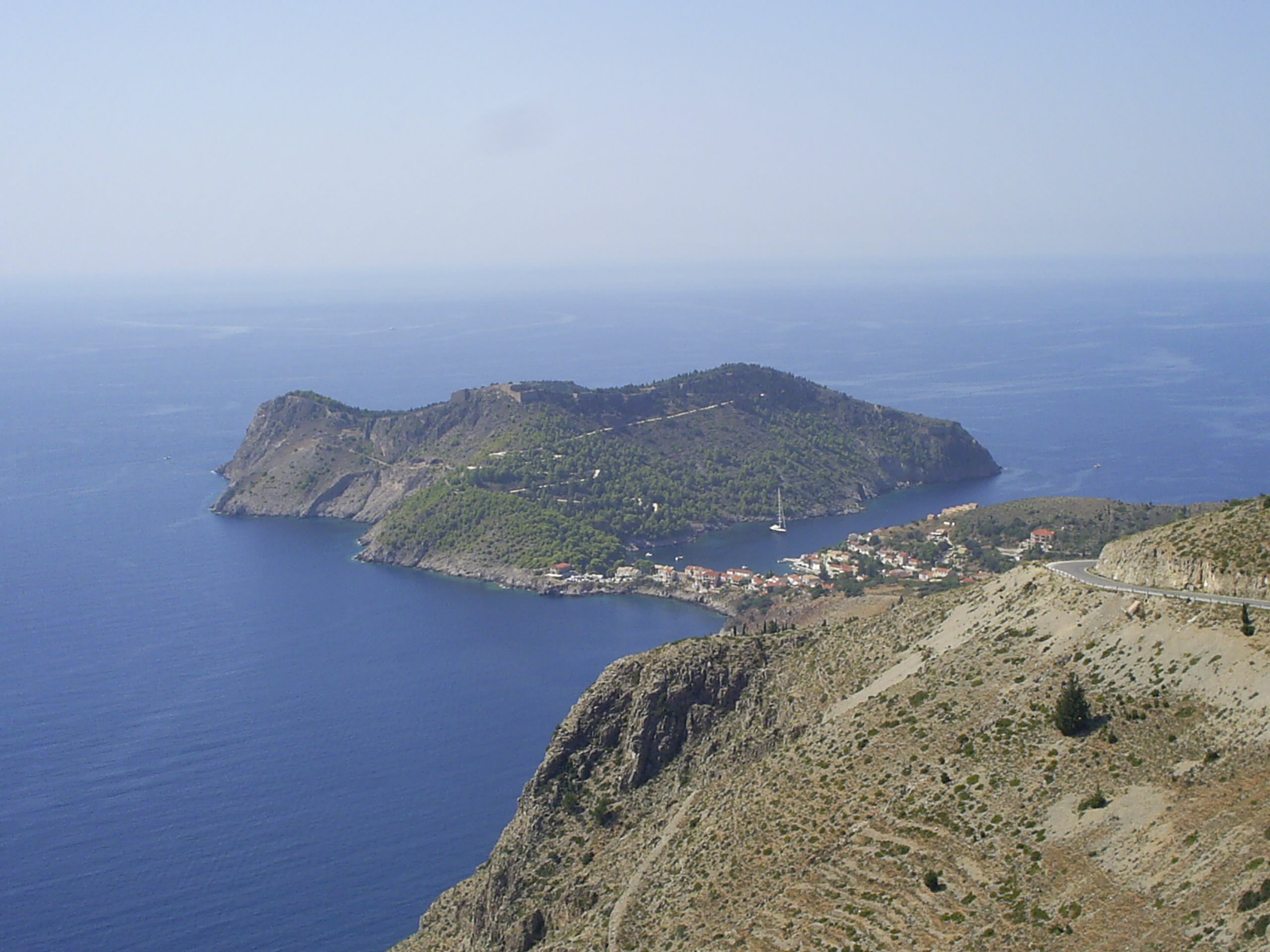
Vista panoràmica d'Assos

## Nom
A l'antiguitat, l'illa rebia el nom de Cefal·lènia (grec antic: Κεφαλληνία, llatí: Cephallenia; en dòric, Κεφαλλᾱνία, Kephallānía). En els texts homèrics no apareix cap illa amb aquest nom, però sí que són presents els cefal·lenis, que eren els habitants de les illes de Dulíquion, Same, Ítaca, Tafos i altres, senyorejades per Odisseu, rei d'Ítaca. Tradicionalment s'havia interpretat que Cefal·lènia era l'illa que Homer anomena Same, en part perquè, en època històrica, una de les ciutats principals de Cefal·lènia era Same, però segons la tesi de Dörpfeld caldria identificar-la amb Dulíquion. D'altra banda, sembla que la doble lambda no reflecteix la pronúncia real del nom (ni l'antiga ni la moderna), ans és una simple llicència mètrica d'Homer; però, a causa del seu gran prestigi, els antics empraven principalment aquesta forma encara que no reflectís la pronúncia real, i així s'ha mantengut.
A l'edat mitjana, el nom s'erosionà i esdevengué Cefalònia (grec: Κεφαλονιά, Kephalonià). Αctualment, el nom oficial és Κεφαλονιά (Cefalònia), mentre que, oficialment, la unitat perifèrica s'anomena Κεφαλληνία (Cefal·lènia).

## Història

### Edat antiga
L'heroi epònim de l'illa va ser Cèfal, qui, segons el mite, es va fer senyor de l'illa amb ajut d'Amfitrió. L'illa estava formada per quatre estats (la tetràpolis cefal·lènica): Same, Pale, Crànios i Pronnes. Aquests noms derivarien, segons el mite, dels quatre fills de Cèfal. Same i Pronnes (avui Poros) eren a la costa est, Crànios i Pale a l'oest. Es conserven també les ruïnes d'una ciutat romana al sud-est, probablement construïda el segle i, i que es deia Cefal·lènia. Avui dia té a prop el castell de Sant Jordi, i és a la vora de la plana de Livadó. Al nord es troben també les restes d'una fortalesa anomenada Asso, potser l'antiga Nesos. Heròdot és el primer a anomenar l'illa Cefal·lènia.
A les guerres amb Pèrsia només Pale va estar al costat d'Atenes i va enviar dos-cents soldats que van lluitar a Platea. L'illa va unir-se a la Lliga Atenesa al començament de la guerra del Peloponès. Durant les guerres amb els romans les ciutats de l'illa foren oposades a Roma. Etòlia va dominar l'illa i Roma va enviar Marc Fulvi amb un exèrcit el 189 aC. Tres ciutats s'hi van sotmetre, però Same va resistir i fou conquerida després d'un setge de quatre mesos. Els romans van reconèixer l'illa com a ciutat lliure. Hadrià la va donar a Atenes, però les ciutats van retenir una certa autonomia. En temps del geògraf Claudi Ptolemeu fou inclosa a la província d'Epir.

### Cefalònia romana d'Orient i normanda
Domini romà d'Orient fins al final del segle xi, quan fou ocupada pels normands el 1082. Robert Guiscard hi va morir el 1085 després de reprimir la revolta de l'illa, quan assetjava una de les ciutats, i va donar nom al port: Fiscardo. Amb la seva mort va tornar a Constantinoble, però després va ser ocupada pel pirata normand Margaritone di Brindisi el 1185 i el 1194 fou retornada als romans d'Orient, tot i que conservada de fet pel comte Mateu I Orsini (net de Margaritone) i pel comte Leone Vetrano. Vetrano fou executat pels venecians deu anys després (1206) i Orsini va aconseguir tot el poder.

### Comtat sota domini feudal d'Acaia, Venècia i Nàpols
A la caiguda de Constantinoble el 1204, poc després va passar als francs i fou inclosa dins el principat d'Acaia. El feu fou confiat a Gaius, príncep de Tarent, que va acceptar la protecció de Venècia el 1215; el 1224 Venècia la van reconèixer als Orsini que no n'havien perdut el control. Després dels Orsini va passar a Nàpols el 1324.

### Senyoria dels Tocco i domini venencià
El 1357 el príncep de Tarent la va retornar a Venècia i va ser integrada a la senyoria de Zacint governada pels Tocco, una família napolitana. Quan el darrer comte Carles Tocco, va morir, el poder va passar al seu fill i a la seva dona Francesca. 

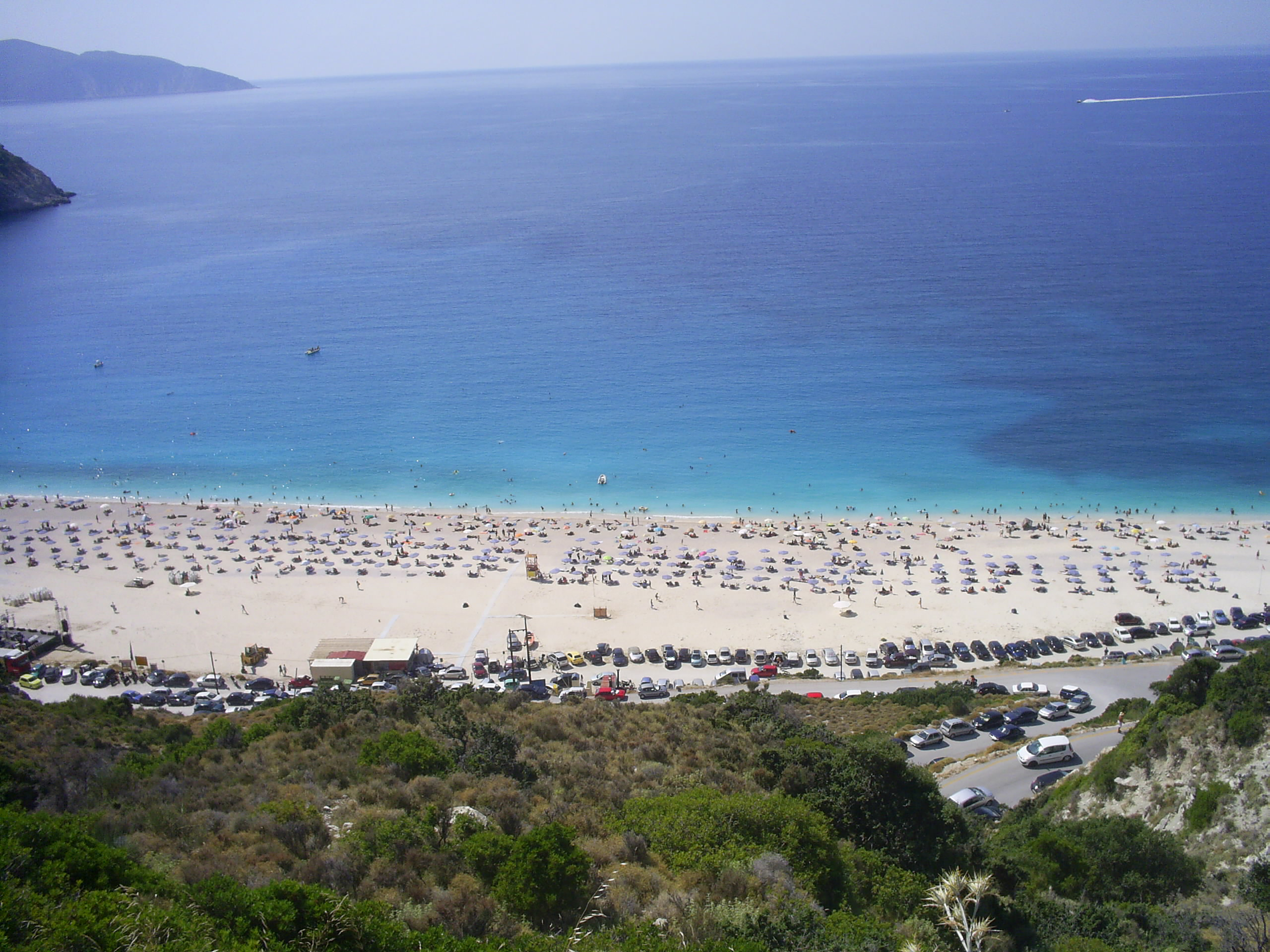
Vista panoràmica de Myrtos

El 1480 fou atacada pels turcs, que es van emportar molts habitants, i el soldà va fer casar els homes i dones amb homes i dones d'Etiòpia per formar un poble diferent per ser usat com esclaus. Els venecians van reconquerir l'illa el 1482 però la van retornar a Turquia per un tractat el 1485, si bé en van mantenir el feu mitjançant un tribut. Els turcs van establir una guarnició al castell de Sant Jordi. El 1500 la croada dirigida pels venecians i aragonesos va recuperar l'illa. Va romandre llavors en poder de Venècia amb capital a Sant Jordi, fins que aquest castell fou destruït per un terratrèmol el 1757 i la capital es va traslladar al port d'Argostoli.

### Domini francès i part de les Illes Jòniques
El 1797 la República de Venècia fou abolida i els francesos van adquirir les seves possessions. El 28 de juny de 1797 es va produir l'ocupació francesa. Els illencs van rebre els francesos com a alliberadors i van alçar la bandera francesa. El 17 d'octubre de 1797 va passar formalment a França pel tractat de Campio Formio. El 7 de novembre de 1797 els francesos van crear els departaments de Corfú, Ithaca (que incloïa Ithaca, Lèucade, Cefalònia, Preveza i Vonitsa) i Mar Egeu (Zante i altres menors). Va romandre sota domini francès fins que el 9 de novembre de 1798 russos i turcs ocuparen l'illa (ja havien ocupat abans Corfú i després van ocupar altres). El 2 d'abril de 1800 es va crear la República de les Set Illes sota protectorat rus i otomà. Aquesta situació va durar fins al 20 de juliol de 1807 en què Rússia va haver de cedir Cefalònia i les altres illes a França i renunciar al protectorat. El 13 de setembre de 1807 Cefalònia fou annexionada a França i el 8 d'octubre de 1809 va passar a formar part de les Províncies Il·liriques. L'octubre del 1809 els britànics ocuparen l'illa i la van mantenir sota ocupació fins al 1814 quan es va decidir constituir una República federal de les Illes Jòniques sota protectorat britànic en nom de les potències que es va proclamar el 5 de novembre del 1815. Disset governadors britànics van regir l'illa entre 1814 i 1863, dels quals cal esmentar especialment Sir Charles Napier (12 de març del 1822 fins al 1830) i en menor mesura Sir C. S. Everton a la darreriadels anys quaranta del segle xix). En aquell moment vivien a l'illa vora de 60.000 persones.

### Cefalònia sota sobirania de Grècia
El 1863 les illes foren lliurades a Grècia pel protocol de Londres (Corfú, Cefalònia, Zacint, Lèucada, Ítaca, Citera, Paxos i altres menors). L'1 de juny de 1864 es va produir la incorporació a Grècia.
A l'illa va néixer Ioannis Metaxàs, primer ministre i dictador feixistizant de Grècia entre 1936 i 1941. Durant la Segona Guerra Mundial, més concretament a partir de l'1 de maig l'illa fou ocupada pels italians dins la campanya de Grècia. A l'illa es concentrà la 33 Divisió de Muntanya Acqui a més de dos mil alemanys com a tropa de suport. Fins al 1943 l'illa no va sofrir directament els estralls del conflicte bèl·lic fins que arran de l'armistici signat entre el nou govern italià i els aliats el setembre d'aquell mateix any l'illa esdevé l'escenari d'una massacre. Entre el 14 i el 25 de setembre aproximadament més de nou mil italians, entre soldats i oficials, seran executats per les tropes d'ocupació alemanyes, esdeveniment conegut com a massacre de Cefalònia. El 1945, amb la derrota alemanya, l'illa va quedar en mans de forces angleses fins que finalment la tornaran a sobirania hel·lènica el 1949 amb la fi de la guerra civil grega. L'agost del 1953 l'illa fou sacsejada per quatre terratrèmols el més destructiu dels quals, amb 7.3 a l'escala de Richter, fou el 12 d'agost i part de les 365 viles que hi havia van desaparèixer. Fiscardo, el port, va escapar quasi intacte. El desastre, a més de material i econòmic, provocà l'emigració aproximadament de la major part de la població en tant que 100.000 persones de les 125.000 que hi habitaven abans del terratrèmol deixaren el territori. Altres moviments sísmics afectaran l'illa anys després tot i que en menor escala: a mitjan novembre del 2003 i finalment el setembre del 2005.

### Llista de comtes de Cefalònia
- Margaritone de Brindisi 1185-1194 (feu de Sicília)
- Ricard Orsini, regent 1194-vers 1203 (feu romà d'Orient)
- Mateu I Orsini 1194/1203-1238 (feu romà d'Orient, feu venecià des 1224)
- Gaius de Tarent 1205-1224 (nominal) (feu de l'Imperi Llatí i d'Acaia 1205-1215, de Venecia 1215-1224)
- Mateu II Orsini1238-1259
- Regencia (probablement Anna Angelina) 1259-1260
- Ricard I Orsini 1259-7 d'abril de 1304 (fill de Mateu II)
- Joan I Orsini 7 d'abril de 1304-1317 (després Joan I Àngel-Comnè) (fill)
- Nicolau I Orsini 1317-1323 (fill)
- Joan II Orsini 1323-1324 i 1325-1335 (germà)
- a Nàpols 1324-1357
- Nicèfor II Àngel-Comnè 1335-1358 (fill)
- Lleonard I Tocco 1358-1381
- Carles I Tocco 1381-1429 (sota sobirania de Venècia des del 1386) (fill)
- Lleonard II Tocco (germà) associat 1414
- Carles II Tocco 1429-1448 (fill de Lleonard II i fill adoptiu de Carles I)
- Raimondina Ventimiglia, regent 1448-1460
- Lleonard III Tocco 1460-1479
- Francesca Marzano d'Aragó 1479-1480 (de facto)
- Ocupació turca 1480-1482
- Leonardo III Tocco 1482-1500 (mort el 1503) (tributari de Turquia, absent)
- Francesca Marzano d'Aragó 1482-1500 (de facto)
- Carles III Tocco, aspirant 1503
- Lleonard IV Tocco, aspirant 1518

### Governadors venecians
- 1700 - 1702 Marcantonio Contarini
- 1702 - 1704 Angelo Falier
- 1704 - 1706 Domenico Pizzamano
- 1706 - 1708 Angelo Malipiero
- 1708 - 1710 Fantino Dandolo
- 1710 - 1712 Benetto Minotto
- 1712 - 1714 Luigi Marcello
- 1714 - 1717 Paolo Minotto
- 1717 Gianvincenzo Donato
- 1717 - 1719 Gianfrancesco Giustiniani
- 1719 - 1721 Lodivico Diedo
- 1721 - 1723 Daniele Balbi
- 1723 - 1725 Antonio Boldú
- 1725 - 1727 Pietro Pasqualigo
- 1727 - 1729 Gabriele Boldú
- 1729 - 1731 Benetto Civrano
- 1731 - 1733 Gaetano Dolfin
- 1733 - 1735 Girolamo Bolini
- 1735 - 1738 Jacopo Pasqualigo
- 1738 - 1740 Nicolò Boldú
- 1740 - 1742 Nicolò Pizzamano
- 1742 - 1744 Pietro Antelmi
- 1744 - 1746 Giambattista Baseggio
- 1746 - 1748 Pietro Morosini
- 1748 - 1750 Andrea Minotto
- 1750 - 1752 Pasquale Cicogna
- 1752 - 1755 Nicolò Cornaro
- 1755 - 1757 Agostino Soranzo
- 1757 - 1759 Alberto Magno
- 1759 - 1761 Pietro Contarini (primera vegada)
- 1761 - 1763 Girolamo Marcello
- 1763 - 1765 Angelo Longo
- 1765 - 1767 Vido Marcello
- 1767 - 1769 Giovanni Oizzamano
- 1769 - 1772 Giampaolo Trevisano
- 1772 - 1774 Pietro Contarini (segona vegada)
- 1774 - 1776 Giovanni Bernardo
- 1776 - 1778 Antonio Pasta
- 1778 - 1780 Marcantonio-Francesco Semitecolo
- 1780 - 1782 Andrea Dolfin
- 1782 - 1785 Angelo Venier
- 1785 - 1787 Domenico Muazzo
- 1787 - 1789 Angelo Orio
- 1798 - 1791 Angelo-Maria Giorgio
- 1791 - 1793 Bartolommeo Cicogna
- 1793 - 1795 Carlantonio Marin
- 1795 - juliol 1797 Jacopo Marin

### Governadors britànics (1809-1815)
| - Octubre 1809 - 1810 Lord Hudson Lowe | - 1810 - 1814 Charles Philippe de Bosset |